# Brasiliorchis marginata
Brasiliorchis marginata är en orkidéart som först beskrevs av John Lindley, och fick sitt nu gällande namn av Rodrigo Bustos Singer, Samantha Koehler och Germán Carnevali. Brasiliorchis marginata ingår i släktet Brasiliorchis och familjen orkidéer. Inga underarter finns listade i Catalogue of Life.

## Bilder

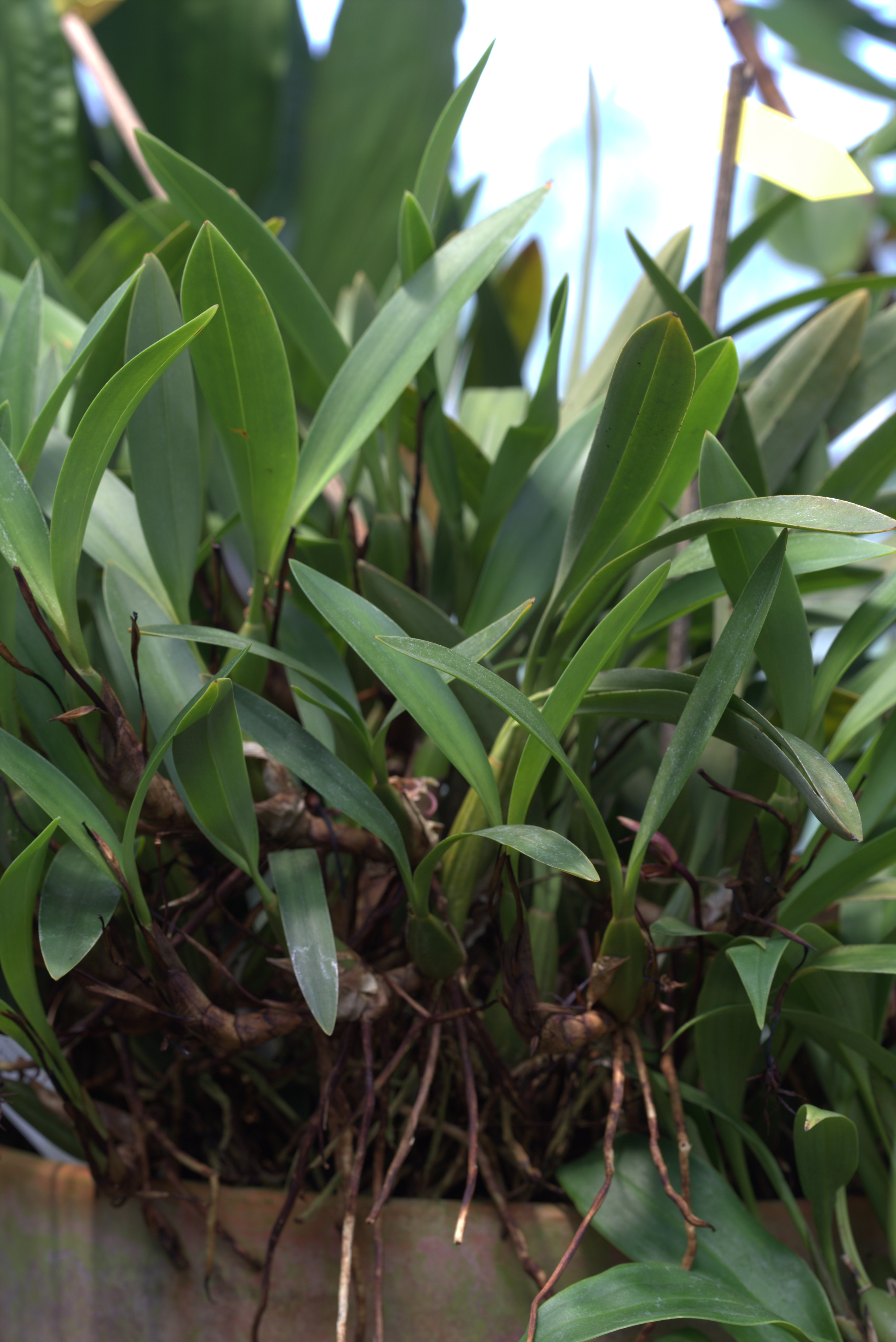
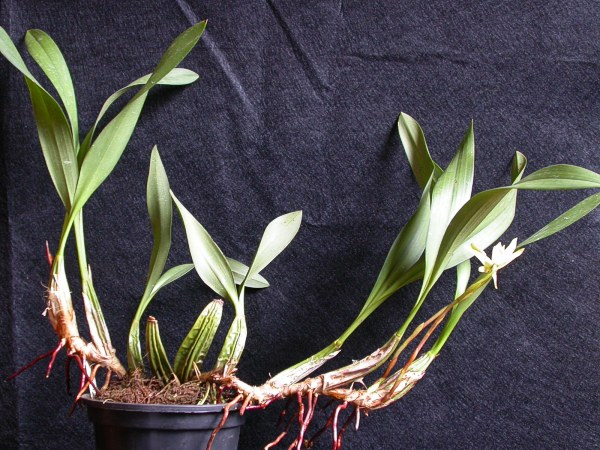
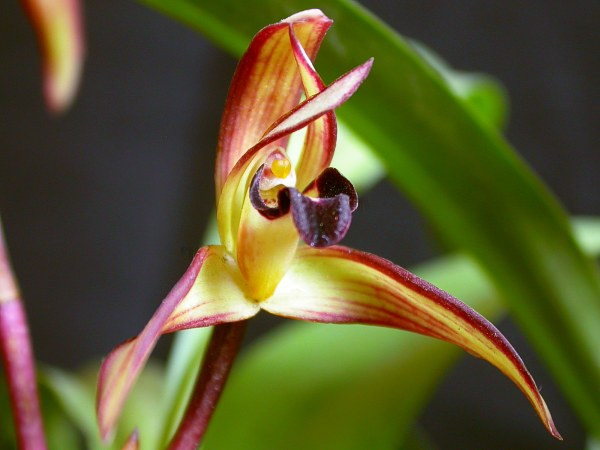
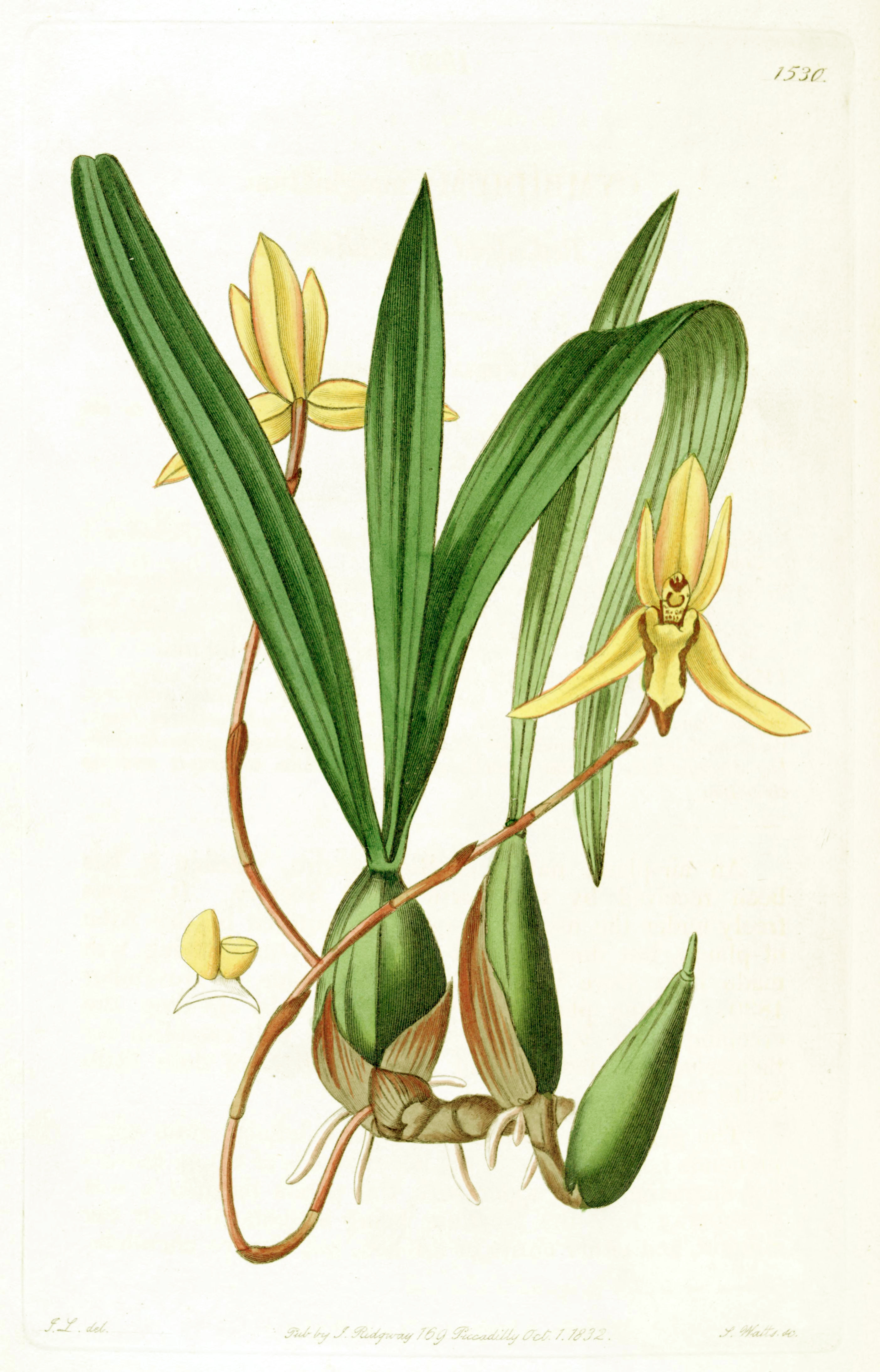